# Fællesbanken for Danmarks Sparekasser
Fællesbanken for Danmarks Sparekasser A/S, oprindeligt D.B. Adler & Co., var en dansk bank i København.

## Historie
Banken var grundlagt den 22. februar 1850 af D.B. Adler (1826-1878). Den 21. december 1949 ændredes bankens navn til Fællesbanken for Danmarks Sparekasser A/S med det gamle navn D.B. Adler & Co., Bankaktieselskab, som bifirma.
Årsagen var, at Danmarks Sparekasseforening i slutningen af 1948 havde taget initiativ til købet af egen bank, hvilket skyldes en række begrænsninger i den daværende Lov om sparekasser. I henhold til denne lov var sparekasserne ikke berettigede til at drive bankvirksomhed og måtte stort set begrænse sig til rene ind- og udlån; mod usvigelig sikkerhed. Derfor var hensættelser og tab nærmest ikke-eksisterende i sparekasserne.
Valget faldt på det gamle og ansete københavnske bankhus D.B. Adler & Co. Med sparekasserne som aktionærer blev ny aktiekapital skudt ind i banken i 1949, og samtidig ændredes navnet. Med stiftelsen af Fællesbanken blev det muligt for sparekasserne at tilbyde kunderne handel med værdipapirer, garantistillelser, vekseldiskonteringer og udlandsforretninger. I en længere årrække var Fællesbanken den største fondshandler på Københavns Fondsbørs.

### Sparekassekrisen
Mandag morgen den 15. august 1983 fremgik det af nyhedsstrømmen, at Bikuben og Sparekassen SDS som hovedaktionærer sammen havde besluttet at overtage Fællesbanken. Overtagelsen skulle ske ved, at Bikuben fik bankens udlandsafdeling, en del af fondsafdelingen samt en sjællandsk filial. SDS ønskede at erhverve den samlede aktiekapital og dernæst fusionere med banken. Men hverken Fællesbankens medarbejdere, ledelse eller bestyrelse var orienteret om planerne og var modvillige til at føre planen ud i livet.
Affæren udløste en månedlang krise i sparekassesektoren, og mødeaktiviteten var intens, før det den 1. december fremgik, at det var lykkedes at opnå enighed med Bikuben og SDS om en løsning, der kunne bevare Fællesbanken. En overtagelse af banken blev opgivet, og frem for at opkøbe den resterende aktiekapital i banken, afhændede Bikuben og SDS hovedparten af deres aktier til mindre og mellemstore sparekasser. Også Sparekassesektorens Pensionskasse og købte en aktiepost. Fællesbankens fem filialer uden for København, herunder Aalborg, Aarhus og Haderslev, blev frasolgt.
Fællesbanken var nu, som herefter kunne fortsætte sine aktiviteter, dels som bank for de mindre og mellemstore sparekasser og dels som bank med eget københavnsk filialnet. De store sparekassers ønske om opbygning af egne specialistfunktioner betød ikke overraskende en nedadgående omsætning i Fællesbanken. For at udnytte denne ekstra kapacitet markedsførte banken sig som "Københavns Ny Erhvervsbank" med henblik på at hverve nye kunder i hovedstadens erhvervsliv.
I 1989 vedtog Folketinget en lov, der skabte mulighed for, at sparekasserne kunne omdannes til aktieselskaber, hvilket i så fald skulle foregå via et holdingselskab. Disse muligheder for selv at kunne udføre egentlige bankforretninger, blandt andet oprettelse af egne fonds- og udlandsafdelinger, blev virkeliggjort af nogle af de store sparekasser, herunder Bikuben og Sparekassen SDS.
Samme år måtte Fællesbankens ledelse konstatere, at forretningsgrundlaget fra sparekasserne var vigende. Dette var bl.a. et resultat af de mange fusioner blandt sparekasserne. Samtidig var konkurrencen om erhvervskunderne blevet intensiveret i en grad, som gav et markant fald i indtægterne og et stigende tab på udlån. Bankens kapital måtte herefter styrkes, men mulighederne for tilførsel fra de nuværende aktionærer var små, og vedtægterne åbnede ikke mulighed for kapitaltilførsel fra kredse uden for sparekassesektoren. Bankens bestyrelse måtte derfor i slutningen af 1987 indgå aftale med andre om overtagelse af banken. Aftalen sikrede, at bankens aktiviteter vendt mod de mindre og mellemstore sparekasser ville blive videreført.
I 1986 blev Fællesbankens erhvervsafdeling overtaget af Hafnia Forsikring, som oprettede Hafnia Erhvervsbank, og i 1988 blev Fællesbankens afdelinger i København overtaget af Sydbank, og i september 1991 blev der indgået aftale med Bikuben, landets dengang ledende sparekasse, om overtagelse af resten af Fællesbanken.

## Direktion
Denne liste er ufuldstændig; hjælp gerne med at udfylde den.
I 1950 bestod direktionen af: Svend Hansen (adm.) og Max Holst. 1987-89 var Hans Jensen direktør.
Banken havde adresse på Østergade 61 og senere på H.C. Andersens Boulevard 37 i København og havde fem filialer.